# Daphnella corbicula
Daphnella corbicula é uma espécie de gastrópode do gênero Daphnella, pertencente à família Raphitomidae.